# Darren Sproles
Darren Lee Sproles (Waterloo, 20 giugno 1983) è un ex giocatore di football americano statunitense che ha militato nel ruolo di running back nella National Football League (NFL). Fu scelto nel corso del quarto giro (130º assoluto) del Draft NFL 2005 dai San Diego Chargers.

## Carriera universitaria
Al college, Sproles giocò a football con i Kansas State Wildcats, squadra rappresentativa della Kansas State University, dove vinse il premio Thomas A. Simone, assegnato al miglior giocatore dello stato del Kansas nella stagione 2000.

## Carriera professionistica

### San Diego Chargers

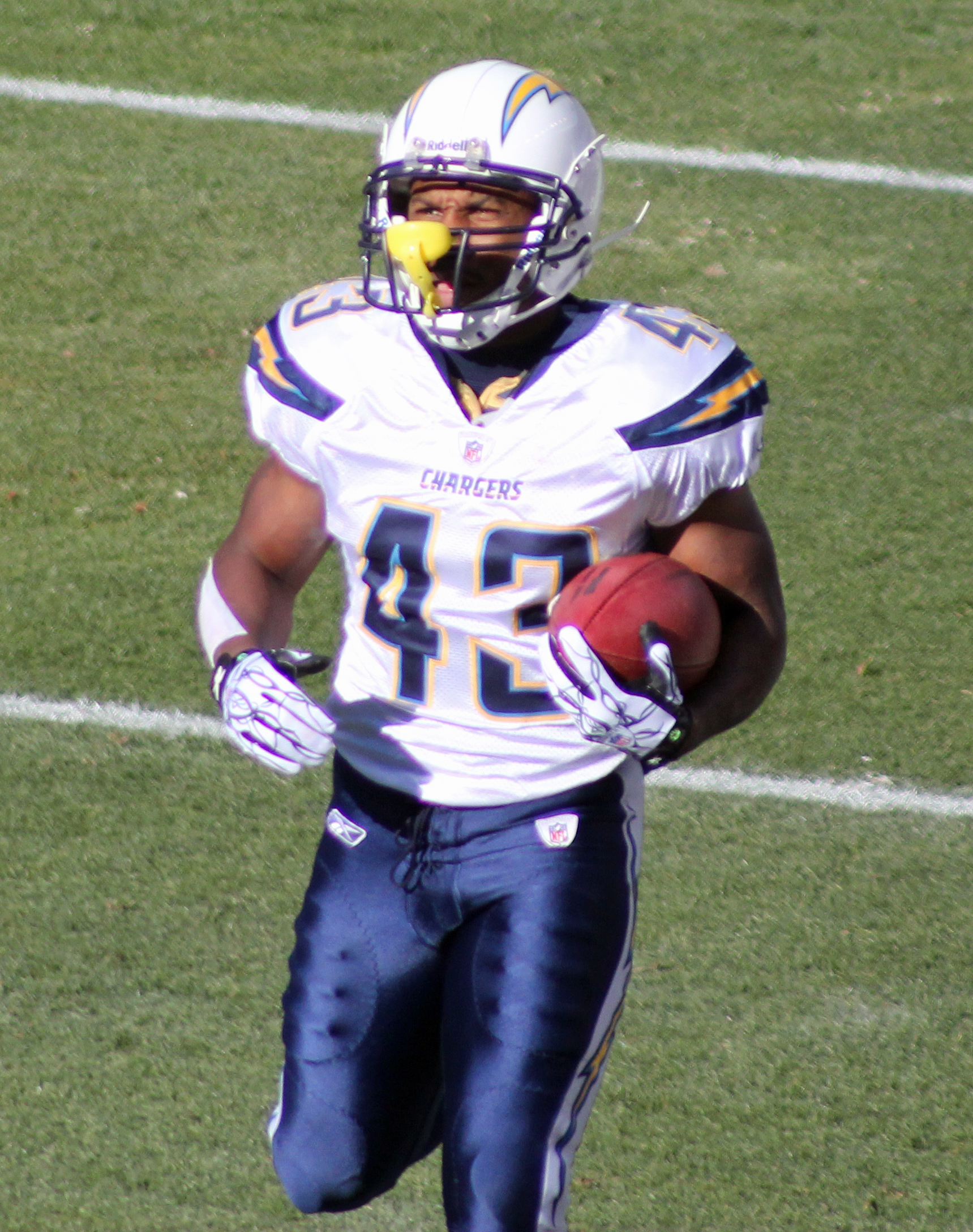
Sproles con la maglia dei Chargers.

Nel draft 2005, Sproles fu selezionato come 130a scelta dai San Diego Chargers. Debuttò l'11 settembre 2005 contro i Dallas Cowboys indossando la maglia numero 43. Nel primo anno, Sproles contribuì soprattutto nei ritorni su kickoff e su punt.
Nella stagione 2006 si infortunò alla caviglia nella pre-stagione e venne messo nella lista infortunati saltando l'intera stagione regolare.
L'11 novembre del 2007 contro gli Indianapolis Colts riuscì a realizzare nella stessa partita un touchdown su ritorno di kick off e di punt.
Il 18 febbraio 2008 venne designato come franchise tag. Il suo contratto per quella stagione fu di 6,621 milioni di dollari.
Nella stagione 2010, dopo esser diventato restricted free agent, il 2 aprile 2010 rifirmò un contratto di un anno con i Chargers del valore di 7,3 milioni di dollari.

### New Orleans Saints
Il 29 luglio 2011, Sproles firmò un contratto quadriennale del valore di 14 milioni di dollari coi New Orleans Saints. Nel contratto erano inclusi 6 milioni garantiti. Nella gara di debutto con la nuova maglia ritornò un punt in touchdown nella sconfitta della gara di apertura contro i Green Bay Packers.
Il 26 dicembre 2011, Sproles aiutò Drew Brees a superare il record di yard totali passate in una singola stagione (5.084), detenuto da Dan Marino dal 1984, con una ricezione da touchdown da 9 yard nell'ultima giocata offensiva dei Saints nell'ultimo quarto della partita contro gli Atlanta Falcons. Il passaggio diede a Brees 5.087 yard per la stagione regolare 2011 con una gara rimanente.
Sproles superò il muro delle mille yard totali in sole sette gare come Saint. Mantenendo una media di 168,5 yard totali a partita Sproles terminò la stagione 2011 con 2.696 yard totali, superando il record stagionale NFL, stabilito nel 2000 da Derrick Mason (2.690 yard). A fine stagione, fu votato all'86º posto nella NFL Top 100, l'annuale classifica dei migliori cento giocatori della stagione.
Nella seconda gara della stagione 2012, i Saints furono sconfitti dai Carolina Panthers: Sproles tuttavia giocò una grande partita ricevendo 13 passaggi per 128 yard. Nel turno successivo, Sproles guidò invece la squadra in yard corse con 67.
Nella settimana 4 della stagione 2013, Sproles contribuì a far rimanere i Saints imbattuti ricevendo 114 yard e segnando due touchdown, uno su corsa e uno su ricezione contro i Miami Dolphins nel Monday Night Football. La sua stagione si concluse con 2 touchdown su corsa e 2 su ricezione.

### Philadelphia Eagles

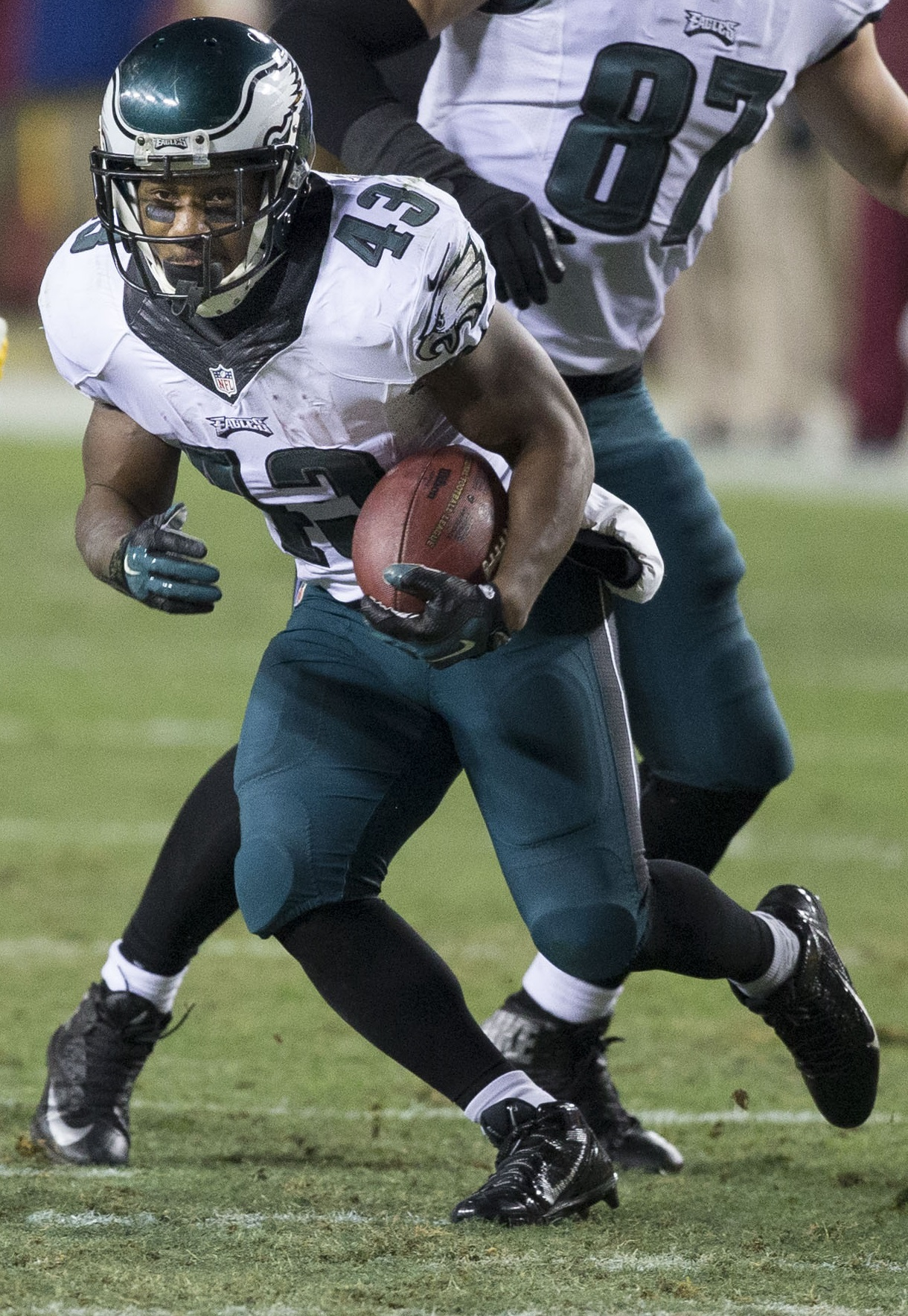
Sproles nel dicembre 2014.

Il 13 marzo 2014, Sproles fu scambiato coi Philadephia Eagles per una scelta del quinto giro del Draft 2014. Il giorno successivo firmò un nuovo contratto triennale del valore di 10,5 milioni di dollari. Nella prima partita con la nuova uniforme contribuì alla vittoria sui Jaguars correndo 71 yard e segnando un touchdown da 49 yard. Anche la domenica successiva fu decisivo nella vittoria sui Colts ricevendo 7 passaggi per 152 yard (un record in carriera) e segnando un touchdown dopo una corsa da 19 yard, venendo premiato come miglior giocatore offensivo della NFC della settimana. Nel quarto turno, Sproles segnò un touchdown su un ritorno di punt da 82 yard, un record personale, che gli valse il premio di miglior giocatore degli special team della NFC della settimana. Nel Monday Night Football della settimana 10, Sproles segnò due touchdown, uno su ritorno di punt da 65 yard e uno con una corsa da 8 yard, contribuendo alla vittoria sui Panthers che permise alla sua squadra di rimanere in vetta alla propria division. Per la seconda volta in stagione fu premiato come giocatore degli special team della settimana. A fine anno fu convocato come punt returner per il primo Pro Bowl in carriera e inserito nel Second-team All-Pro dopo essersi classificato al secondo posto nella lega per yard ritornate su punt dopo De'Anthony Thomas dei Chiefs. Fu inoltre votato all'81º posto nella NFL Top 100, la classifica dei migliori giocatori della stagione
Nel terzo turno della stagione 2015. Sproles ritornò un punt per 89 yard in touchdown e con una seconda marcatura su corsa guidò i suoi alla prima vittoria stagionale contro i Jets. Per questa prova fu premiato come giocatore degli special team della NFC della settimana. Nella settimana 13 della stagione 2015 ritornò un altro punt per 83 yard in touchdown, contribuendo alla vittoria a sorpresa sui New England Patriots campioni in carica. A fine stagione fu convocato per il secondo Pro Bowl consecutivo come punt returner.
Il 29 luglio 2016, Sproles firmò un rinnovo annuale con gli Eagles per un valore di 4,5 milioni di dollari. La sua stagione si chiuse con 438 yard corse, 427 yard ricevute e 4 touchdown complessivi, venendo convocato per il suo terzo Pro Bowl al posto di Devonta Freeman impegnato nel Super Bowl LI, la prima selezione nel ruolo di running back.
Nel terzo turno della stagione 2017, Sproles si fratturò una gamba contro i New York Giants, venendo inserito in lista infortunati. Si ritirò alla fine della stagione 2019.

## Palmarès

### Franchigia
- National Football Conference Championship: 1

Philadelphia Eagles: 2017

### Individuale
- Convocazioni al Pro Bowl: 3

2014, 2015, 2016
- Second-team All-Pro: 1

2014
- Giocatore offensivo della settimana della NFC: 1

2ª del 2014
- Squadra ideale del 50º anniversario dei Chargers
- Formazione ideale della NFL degli anni 2010
- Record NFL yard totali in un incontro di playoff (2009)
- Record NFL yard totali in una stagione (2011)